# Comunicación de campo cercano

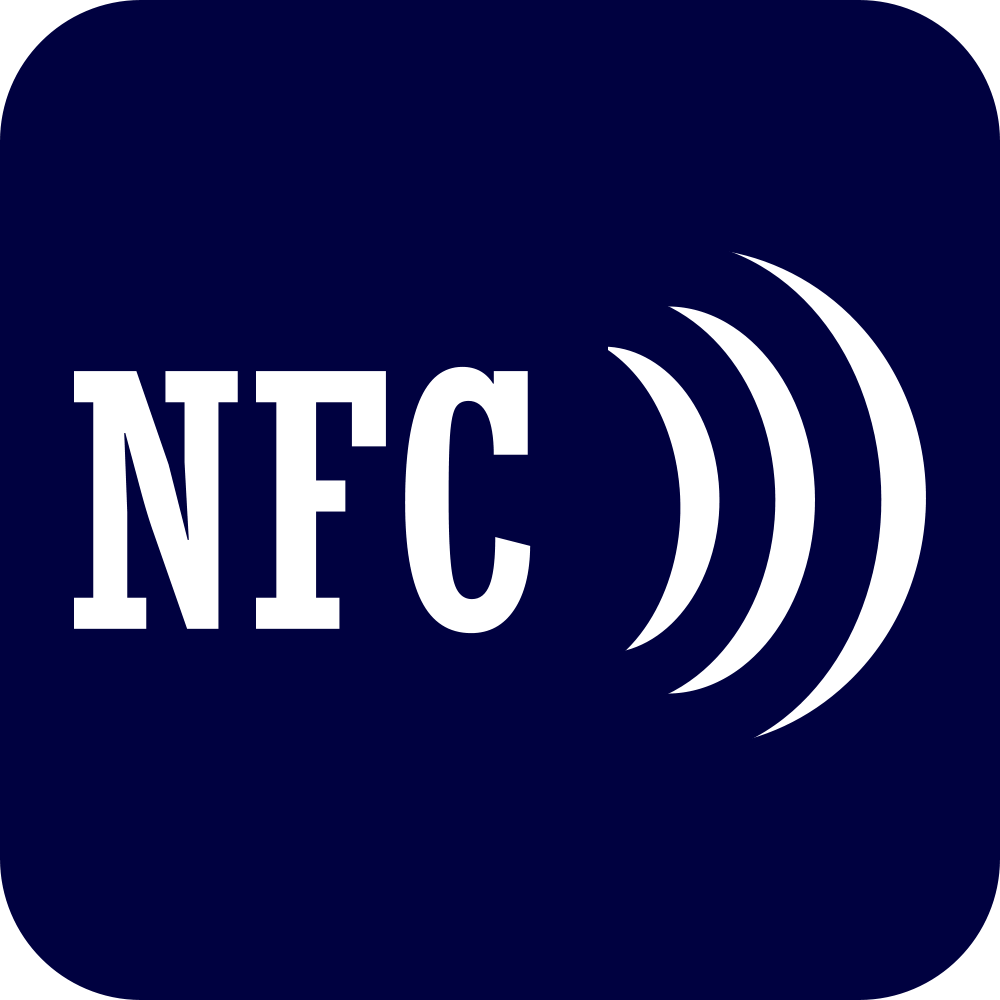

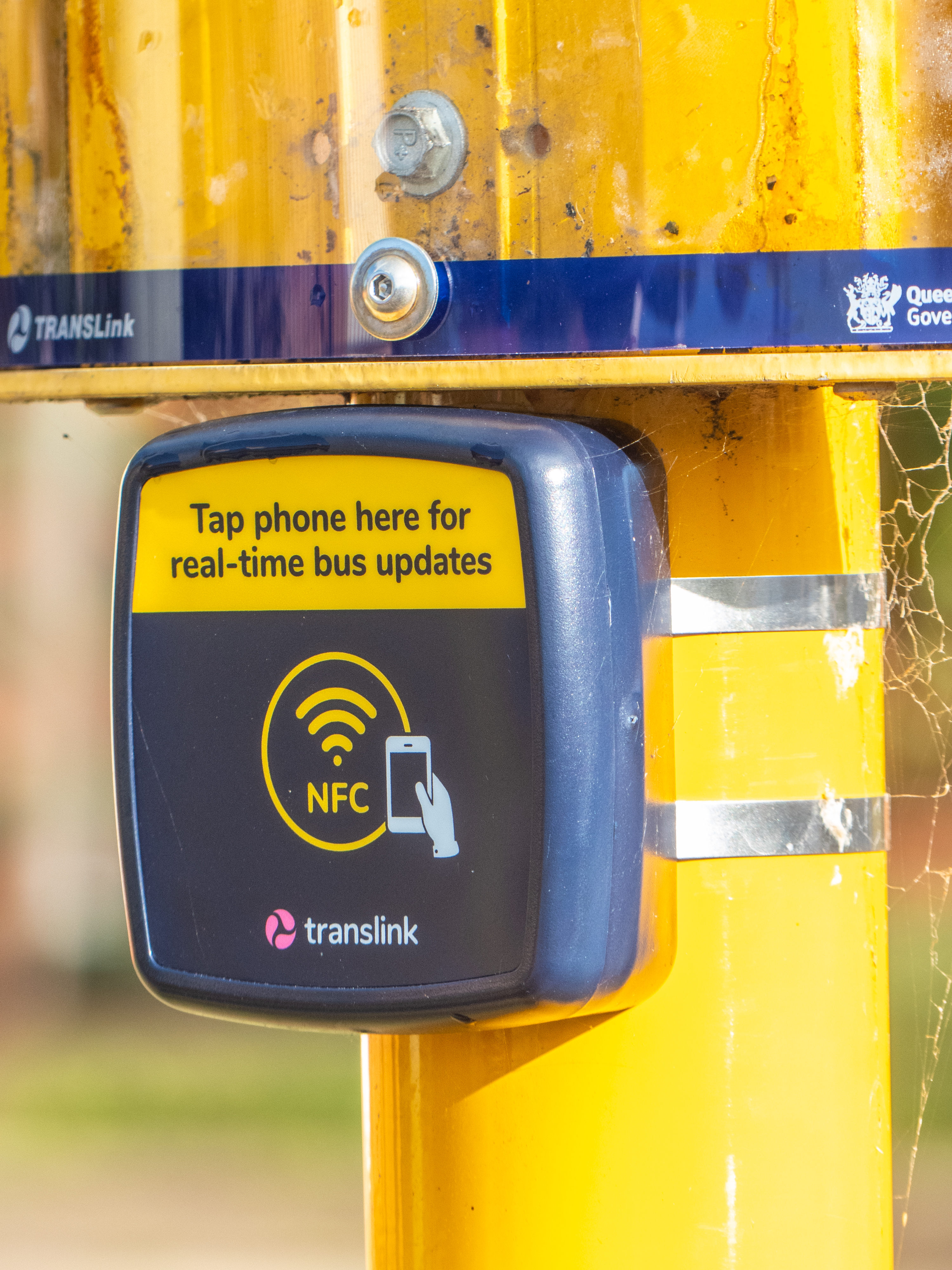
Parada de bus que utiliza tecnología NFC.

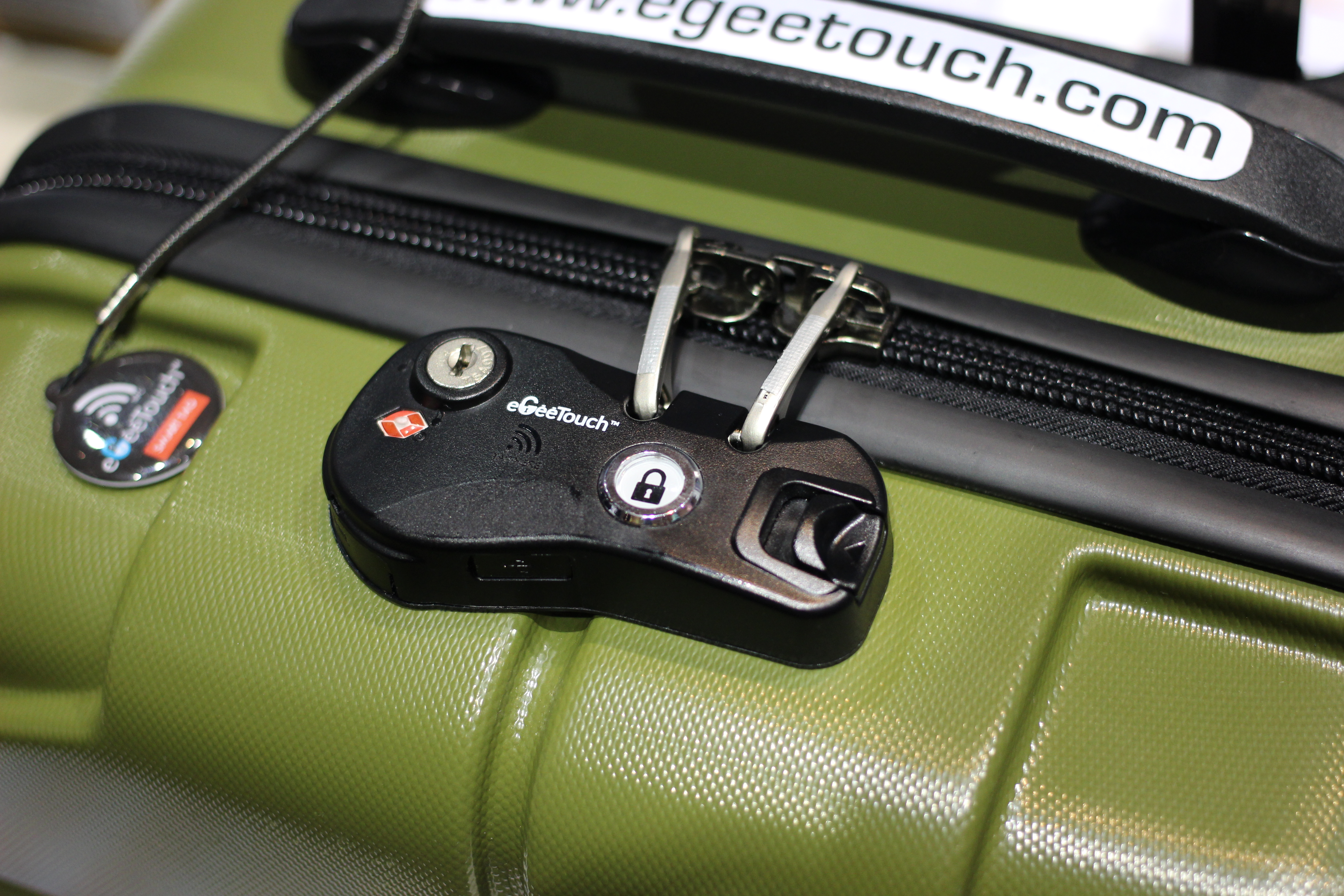
Candado de maleta con apertura mediante NFC.

Near-field communication (NFC) o comunicación de campo cercano es una tecnología de comunicación inalámbrica, de corto alcance y alta frecuencia que permite el intercambio de datos entre dispositivos. Los estándares de NFC cubren protocolos de comunicación y formatos de intercambio de datos, y están basados en ISO 14443 (RFID, radio-frequency identification) y FeliCa. Los estándares incluyen ISO/IEC 18092 y los definidos por el Foro NFC (NFC Forum), fundado en 2004, por Nokia, Philips y Sony, y que hoy suma más de 171 miembros.

## Funcionamiento
Como en ISO 14443, NFC se comunica mediante inducción en un campo magnético, en donde dos antenas de espiral son colocadas dentro de sus respectivos campos cercanos. Trabaja en la banda de los 13.56 MHz, esto hace que no se aplique ninguna restricción y no requiera ninguna licencia para su uso.
Soporta dos modos de funcionamiento, todos los dispositivos del estándar NFCIP-1 deben soportar ambos modos:
- Activo: ambos dispositivos generan su propio campo electromagnético, que utilizarán para transmitir sus datos.
- Pasivo: solo un dispositivo genera el campo electromagnético y el otro se aprovecha de la modulación de la carga para poder transferir los datos. El iniciador de la comunicación es el encargado de generar el campo electromagnético.

El protocolo NFCIP-1 puede funcionar a diversas velocidades como 106, 212, 424 u 848 kbit/s. Según el entorno en el que se trabaje, las dos partes pueden ponerse de acuerdo de a qué velocidad trabajar y reajustar el parámetro en cualquier instante de la comunicación.

## Teléfonos con NFC
El primer celular del mundo con implantación NFC de fábrica ha sido el Nokia 6131 NFC.  Previamente, existió algún modelo para el cual el fabricante ofreció caparazones que les habilitaban el NFC.
El primer teléfono inteligente del mundo con NFC ha sido el Nokia C7.  El NFC podía usarse para emparejarse fácilmente con audífonos, leer códigos digitales NFC, o, a través de aplicativos de comercio electrónico de AirTag, acumular puntos de lealtad o coger cupones de descuento.

### Android
- bq Aquaris X PRO
- bq Aquaris X
- bq Aquaris X5 Plus
- bq Aquaris M5
- bq Aquaris M5.5
- bq Aquaris U
- Allview X1 Xtreme
- Alcatel Onetouch Idol 2
- Alcatel OneTouch Idol 3
- Alcatel 1S (TCL 6025H)
- Asaus ZenFone 2
- Asus Zenfone 3 Deluxe
- Blu Pure XL
- Doogee DG650
- Elephone P2000
- Elephone P3000s
- Samsung galaxy A8 duos 2018
- Motorola moto X XT1058
- Motorola Droid Ultra X1080
- Motorola One
- Motorola One Hyper XT2027
- Motorola Razr i XT890[10]
- Motorola Razr D3 (XT919-XT920)
- Motorola Razr HD (XT925-XT926)
- Motorola G6 PLUS (XT1926-6)
- Motorola G5 PLUS
- Motorola Z
- Motorola Z Play
- Motorola Z2 Play
- Motorola G7 Plus
- Motorola Z2 Force
- Motorola 5G
- Motorola 5G PLUS
- Motorola moto g9 plus
- Motorola G200 5G
- Motorola Moto G51 5G
- Motorola G75 5G
- Motorola Moto G84 5G
- Samsung Galaxy Note 2[11]
- Lenovo K800
- LG Spectrum 2 Model # VS930 4G
- LG Optimus L5 E612/E615
- LG Optimus L7 P700/P705
- LG Optimus F6 D500
- LG Optimus L9 P760/778g
- LG Optimus G E970/E973

- LG Optimus 4X HD P880[12]
- LG G2 y LG G2 MINI
- LG G3 Stylus
- LG G3 vigor
- LG G4
- LG G5
- LG G6
- LG V30
- Meizu Mx4
- Samsung Galaxy Ace 2
- Samsung Galaxy Mini II (no todas las versiones)
- Samsung Galaxy Young (no todas las versiones)
- Samsung Galaxy Young II
- Samsung Galaxy Mega
- Samsung Galaxy Grand
- Samsung Galaxy S3,S4,S5,S6,S7,S8,S9,S10
- Samsung Galaxy Note 7
- Samsung Galaxy Mini S4,S5
- Samsung Galaxy A3,A5 (2017)
- Samsung Galaxy J5 Metal (2016)
- Samsung Galaxy Express, Express

```
2
```

- Samsung galaxy j6 plus ( 2018)
- Samsung Galaxy Core Prime
- Nexus S[13]
- Google Nexus S 4G[14]
- Nexus 7
- Nexus 4
- Nexus 5
- Galaxy Nexus by Samsung[15]
- Samsung Galaxy S II (no todas las versiones)[16]
- Samsung Galaxy Fame.
- Samsung Galaxy S II Mini (no todas las versiones)
- Samsung Galaxy S II plus
- Samsung Galaxy S III
- Samsung Galaxy S III Mini (no todas las versiones)
- Samsung Galaxy S III Neo
- Samsung Galaxy S IV
- Samsung Galaxy S IV Mini
- Samsung Galaxy S V
- Samsung Galaxy S V Plus
- Samsung Galaxy S V Mini (no todas las versiones)
- Samsung Galaxy S VI
- Samsung Galaxy S VI Edge
- Samsung Galaxy S VI Edge Plus
- Samsung Galaxy S VII
- Samsung Galaxy S VII Edge
- Samsung Galaxy S VIII
- Samsung Galaxy S VIII Plus
- Samsung Galaxy S IX
- Samsung Galaxy S IX plus
- Samsung Galaxy Note (no todas las versiones)
- Samsung Galaxy Note II
- Samsung Galaxy Note III
- Samsung Galaxy Note IV
- Samsung Galaxy Note V
- Samsung Galaxy Note VII
- Samsung Galaxy Note VIII
- Samsung Galaxy Note IX
- Galaxy Nexus[17]
- Samsung Galaxy Grand
- Samsung Galaxy J5, J7 (2016)
- Samsung Galaxy A23
- HTC Amaze 4G
- HTC One (M8)
- Huawei Ascend G6
- Huawei Ascend G615 (HONOR 2)
- Huawei Ascend G620S
- Huawei Ascend G630
- Huawei P8 / P8 Lite
- Huawei P9
- Huawei Ascend G300 (no todas las versiones)
- Huawei Ascend G510 (no todas las versiones)
- Huawei U8650-1 (Integrado, pero no activado)
- Huawei Ascend P7
- Huawei Ascend Mate 7
- Huawei Ascend Y635
- Huawei P10 Pro
- Huawei P20
- Huawei P20 Lite
- Huawei P20 Pro
- Huawei Mate 20 Pro
- Huawei P30 Pro
- Huawei P30
- Huawei P30 Lite
- Huawei Nova 5 t
- JIAYU S3S ADVANCED.[18]
- Turkcell T20.[19]
- Sony Xperia S
- Sony Xperia Acro S
- Sony Xperia sola
- Sony Xperia L
- Sony Xperia M
- Sony Xperia P
- Sony Xperia ZL
- Sony Xperia Z
- Sony Xperia ion
- Sony Xperia GX
- Sony Xperia SX (no oficial)
- Sony Xperia T
- Sony Xperia V
- Sony Xperia SP
- Sony Xperia Z Ultra
- Sony Xperia ZR
- Sony Xperia Z1
- Sony Xperia Z1 Compact
- Sony Xperia M2
- Sony Xperia E3
- Sony Xperia E5
- Sony Xperia Z2
- Sony Xperia Z3
- Sony Xperia Z5
- Sony Xperia M4 Aqua
- Sony Xperia XA ULTRA
- Sony Xperia XA
- HTC One
- Panasonic Eluga
- Zopo ZP998
- ZTE Blade L3
- Xiaomi Mi 3
- Xiaomi Mi 5
- Xiaomi Mi 6
- Xiaomi Mi 9
- Xiaomi Mi 8
- Xiaomi Redmi 8 PRO 6gb
- Sony Xperia XA1
- Sony Xperia XA1 Plus
- Simply PAD 720
- THL T100s
- iNew V3
- iNew V8
- Kingzone K1 Turbo
- Oneplus One[20]
- Oneplus 5
- Oneplus 6
- Oneplus 6t
- Oneplus 7
- Oneplus 8
- Oneplus 9
- Oneplus 9R
- Oneplus 9pro
- Oneplus 10pro
- LeEco
- Le X920
- Le Pro 3
- Le Max
- Nextbit Robin
- Xiaomi Redmi Note 8T
- Xiaomi Redmi Note 11S
- Realme X2 Pro
- Poco X3 NFC
- Poco x3 pro
- Poco x3 GT

### BlackBerry
- BlackBerry Bold 9790 (Codename Bellagio)
- BlackBerry Bold 9900/9930 (Codename Dakota/Montana)
- BlackBerry Torch 9810/9850/9860[21][22]
- BlackBerry Curve 9350/9360/9370/9380[23]
- BlackBerry Porsche Design P'9981
- BlackBerry Porsche Design P'9982
- BlackBerry Q5
- BlackBerry Q10
- BlackBerry Z10
- BlackBerry Z30
- Blackberry Passport
- Blackberry Classic

### Plataforma S40 (Nokia)
- Nokia 6212 Classic[24]
- Nokia 6131 NFC[25]
- Nokia 6216 Classic[26] (Nokia canceló el desarrollo del teléfono en febrero de 2010)[27]
- Nokia 3220 + NFC Shell[28]
- Nokia 5140(i) + NFC Shell[29]

### Symbian OS (Anna y Belle)
- Nokia 600 (oficialmente cancelado[30])
- Nokia 603
- Nokia 620
- Nokia 700
- Nokia 701
- Nokia 808 PureView
- Nokia C7
- Nokia C7,[31] Nokia Astound y las variantes Nokia Oro, con la característica NFC habilitada para comenzar a funcionar con el lanzamiento de Symbian Anna.

### J2ME
- Samsung S5230 Tocco Lite/Star/Player One/Avila[32]
- Samsung SGH-X700 NFC[33]
- Samsung D500E[28]

### Bada
- Samsung Wave 578

### MeeGo
- Nokia N9[34][35][36]

### Windows Mobile 6.0
- Benq T80[28]

### Windows Phone 8/Windows 10 Mobile
- Nokia Lumia 1520
- Nokia Lumia 1020
- Microsoft Lumia 950XL
- Nokia Lumia Icon
- Nokia Lumia 930
- Microsoft Lumia 650
- Nokia Lumia 928
- Nokia Lumia 925
- Nokia Lumia 920
- Nokia Lumia 830
- Nokia Lumia 822
- Nokia Lumia 820
- Nokia Lumia 735
- Nokia Lumia 730
- Nokia Lumia 720
- Nokia Lumia 620
- HTC One (M8) for Windows
- HTC Windows Phone 8X
- Samsung ATIV S
- Samsung ATIV S Neo
- Samsung ATIV SE

### Windows Phone 8.1
- Microsoft Lumia 640
- Microsoft Lumia 640 XL

### Otros
- SAGEM my700X Contactless[25]
- LG 600V contactless[25]
- Motorola L7 (SLVR)[28]
- Sagem Cosyphone[37]
- Sonim XP1301 CORE NFC[38]
- Nintendo Wii U
- Nintendo Switch
- New Nintendo 3DS/New Nintendo 3DS XL - Modelo de 3DS normal también, con adaptador por separado
- Zopo ZP998
- iNew V3
- Elephone P2000
- Sony Xperia L2
- Motorola Z2 Play

## SIM con NFC
Hay tarjetas SIM denominadas "Tag" con tecnología NFC, en las que no hace falta cambiar de móvil para utilizar NFC. Funcionan tanto con teléfonos inteligentes como con los móviles tradicionales.

## Ejemplos
En junio de 2010 una empresa de Motril diseñó el primer anuncio en España que incorporaba una etiqueta NFC incrustada bajo pegatinas situadas en motos que realizaban la "Ruta Samurai", desde Coria del Río hasta Japón.
A finales de 2010 La Caixa, Telefónica y Visa participaron en un proyecto piloto de pago móvil con tecnología NFC en Sitges. Fue pionero en Europa, con más de 1500 usuarios y 500 comercios.
En marzo de 2011 Vodafone, Telefónica y Orange llegaron a un acuerdo para establecer el estándar de tecnología NFC para realizar pagos de forma sencilla mediante el móvil, acercando el teléfono a un receptor. Para esta fecha Google también podría estar preparándose para comenzar a probar un sistema de pago con el segundo de sus teléfonos, el Nexus S que dispone de este tipo de tecnología, en tiendas de ciudades como Nueva York y San Francisco, entre otras. Sin embargo  el iPhone 4, 4S y el iPhone 5 de la casa Apple carecen de esta tecnología.
El diario británico The Independent aseguró que la compañía de Cupertino anunció en diversas reuniones que no incluirá en el iPhone 5 chips NFC en el teléfono que se lanzó en el 2012. Según una fuente cercana a estos encuentros, Apple estaba preocupada por la falta de un estándar en la industria y se centra en su propio sistema que, probablemente, conectaría los pagos con iTunes.
En marzo de 2011, Telefónica presentó un video en el que presentaba ejemplos de uso de la tecnología NFC, combinando uso real por parte de sus empleados y dramatización.
En mayo de 2011 Google anuncia Google Wallet, un sistema de pagos que emplea la tecnología NFC en asociación con grandes tiendas estadounidenses, el Citibank y el emisor de tarjetas de crédito Mastercard.

También en mayo de 2011 unos apartamentos turísticos de Granada, ubicados frente a la Alhambra, instalaron unos paneles equipados con NFC dinámicos y Código QR que permiten a los visitantes escuchar una audio descripción del interior.
A mediados de 2011 Gamma Solutions implementará un sistema NFC, con el cual se podrá acceder a las principales atracciones turísticas de la ciudad de Cáceres (España).
En septiembre de 2011 Google lanza al mercado Google wallet (en principio solo para el mercado estadounidense).
En enero de 2012 y en el marco de la Feria de Turismo FITUR, se presenta el primer folleto turístico adaptado para personas con discapacidad visual equipado con NFC.
Desde febrero a noviembre de 2012 Orange y la EMT de Málaga establecieron el pago NFC en el transporte público de dicha ciudad. Además, unas etiquetas NFC instaladas en las paradas de autobús te permiten saber el tiempo de espera y los horarios.
En septiembre de 2012 Orange inicia un piloto en la ciudad financiera del banco Santander de pagos móviles NFC en restaurantes, máquinas de vending y diferentes comercios. Orange consigue por primera vez compatibilizar los pagos móviles NFC con Visa y Mastercard en una misma aplicación. Además se despliegan etiquetas NFC con información de restaurantes y de la Fórmula 1.  
Para finales de 2012, la tecnología NFC habrá sido adaptada por primera vez al mundo de los videojuegos con la videoconsola Wii U de Nintendo, haciendo más sencillos los pagos en línea por sus usuarios.
A finales de 2012, Zitycard desarrolló un sistema de cobro con terminales NFC con la colaboración de Samsung y que se implantó en marzo de 2013 en la red de taxis de Zaragoza permitiendo así el cobro con tarjetas ciudadanas de Zaragoza.
En abril de 2013 se ha lanzado el primer libro impreso de España que incorpora tecnología NFC "El Pionono de Santa Fe". Además se le han añadido elementos de seguridad como un holograma para evitar sustituciones y un logo con volumen, en la portada, para que las personas con discapacidad visual puedan detectar la zona por la que deben pasar su teléfono inteligente con NFC para escuchar una audio descripción del mismo.
En mayo de 2013, bajo el programa de sellos postales personalizados de Correos de España, se crea el primer sello postal del mundo equipado con tecnología NFC.
En noviembre de 2013 una empresa de venta de textil incorpora esta tecnología a una cortina que, al ser tocada con un teléfono inteligente con NFC, narra un cuento infantil.
En el E3 2014, Nintendo anunció una nueva revisión de Nintendo 3DS, New Nintendo 3DS, que vendría a ser su segunda videoconsola (y la primera portátil) con tecnología NFC.
En marzo de 2017 la Provincia de San Luis, Argentina, presentó una nueva versión de la Cédula de Identidad Provincial Electrónica (CIPE) que cuenta con la tecnología NFC. La CIPE 3.0 es la nueva cédula de identidad de los habitantes de la Provincia de San Luis, que además de la identificación física, permite la identificación digital de su titular y la firma digital. Su apariencia es similar a la de una tarjeta de crédito, e incorpora un chip criptográfico electrónico que contiene la información para acreditar digitalmente la identidad de su titular y la firma de documentos electrónicos con plena validez legal. La inclusión del NFC posibilita la firma digital en dispositivos móviles, y la autenticación en servicios digitales como Portal Puntano y Comisaría Virtual.

## Cifras previstas
Según las previsiones presentadas por GSMA en el Mobile World Congress, se estima que para el 2017 los pagos globales a través de NFC ascenderán a 1.3 billones de dólares estadounidenses.
Según las previsiones de eMarketer, en 2019 habría $99 millardos en pagos NFC en los Estados Unidos.